# 韩英 (医学家)
韩英，第四军医大学西京医院主任医师、教授，从事慢性肝病的综合防治研究。韩英还担任中华医学会内科学分会副主任委员、中华医学会肝脏病学分会委员、全军传染病学专业委员会委员，还曾入选中国教育部长江学者特聘教授。。